# Monete coniate nella Zecca di Napoli tra il 1528 e il 1867

## Stato dei Presidi|Reali Presidi della Toscana
- 1 quattrino
- 2 quattrini
- 4 quattrini

## Regno di Napoli

### Carlo I d'Angiò (1266-1285)
- 1/2 Saluto d'Argento
- Saluto d'Argento
- 1/2 Saluto d'oro
- Saluto d'oro

### Carlo II d'Angiò (1285-1309)
- 1/2 Denaro regale
- Denaro gherardino
- Denaro regale
- Gigliato
- Saluto d'Argento
- Saluto d'oro

### Roberto d'Angiò (1309-1343)
- Denaro
- Gigliato

### Giovanna d'Angiò (1343-1381)
- Denaro Vedovile
- Denaro
- Fiorino
- Ducato

### Giovanna d'Angiò Luigi di Taranto
- Denaro (Con gigli)
- Denaro (Con campo partito)
- Carlino

### Carlo III di Durazzo (1382-1386)
- Denaro con K
- Denaro con corona
- Denaro con gigli
- Gigliato

### Ladislao di Durazzo (1386-1414)
- Denaro con gigli
- Denaro con campo partito
- 1/4 di Gigliato
- 1/2 Gigliato

### Luigi II d'Angiò
- Gigliato
- Fiorino

### Giovanna II di Napoli (1414-1435)
- Denaro con Y
- Denaro a nome di Alfonso d'Aragona

### Renato d'Angiò (1435-1442)
- Denaro
- 1/4 di Gigliato
- Gigliato

### Alfonso V d'Aragona
- Denaro 2º tipo (con stemma palato II e III)
- Denaro 1º tipo (con stemma palato I e IV)
- Tornese
- Reale (Con stemma palato II e III)
- Reale (Con stemma palato I e IV)
- Carlino (Con stemma palato II e III)
- Carlino (Con stemma palato I e IV)
- 1 ducato e mezzo (Con stemma palato II e III)
- 1 ducato e mezzo (Con stemma palato I e IV)

### Ferrante d'Aragona
- Cavallo con testa della Regina
- Cavallo con doppio dritto
- Cavallo con FERRANDVS
- Cavallo con FERDINANDVS
- Cavallo con quadriga
- Denaro
- Tornese
- 1/4 di Carlino con Diamanti
- 1/4 di Carlino con stemma
- 1/2 Carlino con F coronata
- 1/2 Carlino o Armellino
- 1/2 Carlino con stemma
- Carlino
- Coronato con l'Arcangelo andante a dx
- Coronato con l'Arcangelo con scudo crociato
- Coronato con l'Arcangelo con scudo circolare
- Coronato con croce potenziata
- Coronato con scena dell'incoronazione
- Tarì
- Ducato 1º tipo
- Ducato 2º tipo
- Doppio Ducato

### Alfonso II di Napoli
- Armellino
- 1/2 Carlino 2º tipo
- 1/2 Carlino 1º tipo
- Coronato
- Ducato 2º tipo
- Ducato 1º tipo

### Carlo VIII di Francia
- Cavallo (Con stemma ottagonale)
- Cavallo (Con gigli sormontati da corona)
- Carlino (Con stemma coronato)
- Carlino (Con stemma a tutto campo)
- Testone
- Scudo d'oro

### Federico I d'Aragona
- Cavallo
- Sestino
- Grano
- 1/2 Carlino
- Carlino
- Ducato

### Ferdinando II d'Aragona (1504-1516)
- Cavallo
- Cinquina
- Armellino con stemma
- Armellino con trono
- Carlino o Coronato
- Ducato

### Luigi XII di Francia
- Sestino
- Carlino
- Ducato

### Ferdinando II d'Aragona ed Isabella di Castiglia
- Carlino con busti
- Carlino con stemma
- Ducato

### Ferdinando il Cattolico
- Sestino
- 1/2 Carlino
- Carlino
- Ducato

### Giovanna di Castiglia con il figlio Carlo V d'Asburgo
- Quarto di sestino
- Mezzo sestino con corona reale
- Mezzo sestino con corona radiata
- Sestino con corona reale
- Sestino con corona radiata
- Doppio sestino

### Carlo V d'Asburgo
- Cavallo
- Due Cavalli con corona
- Due cavalli con trofeo d'armi
- Tre Cavalli
- Denaro
- Cinquina
- 1/2 Carlino
- Carlino con Tosone e testa coronata
- Carlino con Tosone e testa laureata
- Carlino con legenda e busto a dx
- Carlino con legenda e busto a sx
- Carlino con Stemma e busto a sx
- Carlino con Stemma e busto a dx
- Tarì con busto laureato 1º tipo
- Tarì con busto laureato 2º tipo
- Tarì con testa laureata
- Tarì con busto coronato 1º tipo
- Tarì con busto coronato 2º tipo
- 1/3 di scudo con stemma (o doppio tarí?)
- 1/3 di scudo con tosone
- 1/2 Ducato
- 1/2 Scudo ossidionale
- Scudo d'argento ossidionale
- Scudo d'oro
- Ducato con busto giovane a sx
- Ducato con busto giovane a dx
- Ducato con busto adulto a dx
- Ducato con testa a dx
- Ducato con busto adulto laureato a dx
- Due scudi con corona radiata e Pallade
- Due scudi con corona imperiale e Pallade
- Due scudi con la Pace andante a dx
- Due scudi con la Pace andante a sx
- 4 Scudi

### Filippo II Principe di Spagna
- Carlino con testa a sx
- Carlino con testa a dx
- Tarì 1º tipo
- Tarì 2º tipo
- Tarì 3º tipo
- 1/2 Ducato 1º tipo
- 1/2 Ducato 2º tipo
- Ducato
- Scudo d'oro

### Filippo II Re di Spagna (1554-1598)
- Cavallo
- 2 Cavalli 1º tipo
- 2 Cavalli 2º tipo
- 2 Cavalli 3º tipo
- 2 Cavalli 4º tipo
- 2 Cavalli 5º tipo
- 3 Cavalli con testa a sx
- 3 Cavalli con testa a dx
- Tornese con testa a sx
- Tornese con testa a dx
- Grano d'argento
- Cinquina
- 1/2 Carlino 1º tipo
- 1/2 Carlino 2º tipo
- 1/2 Carlino 3º tipo
- 1/2 Carlino 4º tipo
- Carlino 1º tipo
- Carlino 2º tipo
- Carlino 3º tipo
- Tarì con il busto del Re a testa nuda
- Tarì con il busto del Re a testa radiata
- Tarì con la testa del Re 1º tipo
- Tarì con la testa del Re 2º tipo
- 1/2 Ducato con testa nuda
- 1/2 Ducato con testa radiata
- Ducato a testa nuda
- Ducato a testa radiata
- Scudo d'oro a testa nuda
- Scudo d'oro a testa radiata a sx
- Scudo d'oro a testa radiata a dx

### Filippo III di Spagna (1598-1621)
- Cavallo 1º tipo
- Cavallo 2º tipo
- Cavallo 3º tipo
- Cavallo 4º tipo
- 2 Cavalli 1º tipo
- 2 Cavalli 2º tipo
- 2 Cavalli 3º tipo
- 3 Cavalli 1º tipo
- 3 Cavalli 2º tipo
- Tornese con Bastoni incrociati
- Tornese con acciarino
- Tornese con pietra focaia
- Tornese con Ara
- Tornese con fascio di spighe
- Grano con stemma
- Grano con sole raggiante
- Multiplo di Tornese con Acciarino
- Multiplo di Tornese con Ara
- 1/2 Carlino con Tosone a sx
- 1/2 Carlino con tosone a dx
- 1/2 Carlino con Acciarini
- 3 Cinquine con scettro
- 3 Cinquine con Croce
- Carlino con Aquila
- Carlino con FIDEI
- Carlino con croce potenziata
- 15 Grana
- Tarì con Cornucopie
- Tarì con testa a sx
- Tarì con testa a dx
- Tarì con sole raggiante
- 1/3 di Scudo
- 1/2 Ducato
- 1/2 Scudo
- Scudo
- Scudo d'oro

### Filippo IV di Spagna (1621-1665)
- Cavallo
- 2 cavalli con corona e scettri
- 2 cavalli con corona
- 2 cavalli con cornucopie
- 3 cavalli con croce
- 3 cavalli con croce e fiamme
- 3 cavalli con acciarino
- 3 cavalli con croce trifogliata
- Tornese con ara
- Tornese con cornucopia
- Tornese con Tosone
- 9 Cavalli
- Grano con croce
- Grano con stemma a lati curvi
- Grano con stemma a lati dritti, curvi ed ornati
- Pubblica
- Doppio Grano
- Cinquina
- 3 Cinquine
- Carlino con croce
- Carlino antitosatura
- Carlino con Stemma
- 15 Grana
- Tarì 1º tipo
- Tarì 2º tipo
- Tarì 3º tipo
- Tarì 4 tipo
- 3 Carlini con croce
- 3 Carlini con corona
- 1/2 Ducato 1º tipo
- 1/2 Ducato 2º tipo
- Ducato
- Scudo d'oro 1º tipo
- Scudo d'oro 2º tipo
- Doppio scudo d'oro
- Prova in Rame dello Scudo 1º tipo
- Prova in Rame dello Scudo 2º tipo
- Prova in Rame dello Scudo 3º tipo
- Prova in Rame dello scudo 4º tipo

### Repubblica Napoletana (1647)

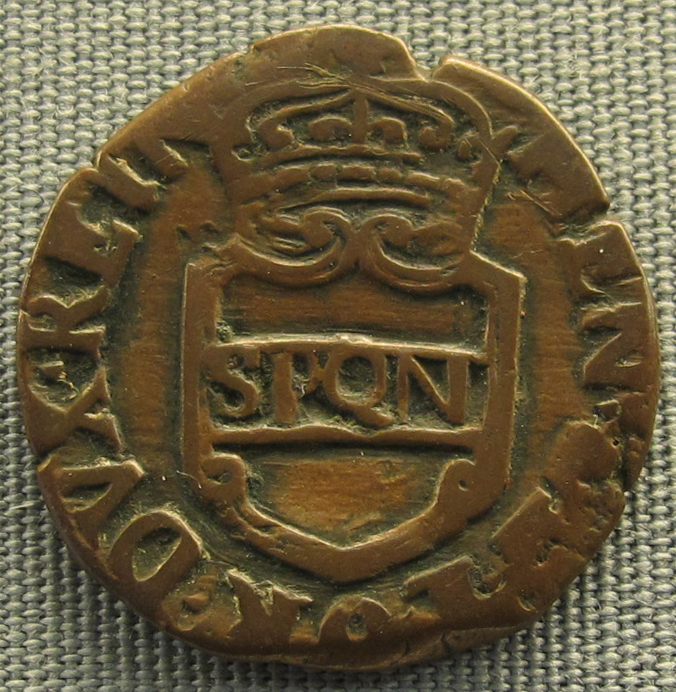
Pubblica del 1648 (Repubblica Napoletana)

- Tornese
- Grano
- Pubblica
- 15 Grana

### Carlo II di Spagna (1665-1700)
- 3 Cavalli
- Tornese
- 9 Cavalli
- Grano
- 3 Tornesi
- 8 Grana
- Carlino con leone
- Carlino con stemma
- Carlino con Tosone
- Tarì con globo terrestre
- Tarì con busto e stemma
- Tarì con Tosone
- Mezzo ducato con la Vittoria
- Mezzo ducato con lo Stemma
- Mezzo ducato con Tosone
- Ducato con Emisferi
- Ducato con Stemma
- Ducato con Tosone

### Carlo II di Spagna - Con la reggenza della madre Maria Anna d'Asburgo (1634-1696)
- Carlino 1º tipo
- Carlino 2º tipo
- Tarì
- Mezzo ducato
- Ducato
- Ducato d'oro

### Filippo V di Spagna (1700-1713)
- Tornese
- Grano
- Carlino 1º tipo
- Carlino 2º tipo
- Tarì
- Mezzo ducato
- Moneta-medaglia in oro
- Moneta-medaglia in argento
- Moneta-medaglia in rame

### Carlo VI d'Asburgo (con il titolo di Imperatore) (1720-1734)
- Tornese
- Grano
- Carlino 1º tipo
- Carlino 2º tipo
- Carlino 3º tipo
- Carlino prova in rame
- Tarì
- Tarì 2º tipo
- 24 Grana
- Mezzo ducato
- Mezza Piastra
- Ducato
- Piastra

### Carlo VI (con il titolo di Imperatore) / Carlo III (con il titolo di Re di Spagna e Napoli)
- Carlino

### Carlo III di Spagna (1734-1759)
- 3 Cavalli
- 4 Cavalli
- Tornese
- 9 Cavalli
- Grano
- Pubblica
- 1/2 Carlino
- Carlino
- 1/2 Piastra con Sebeto

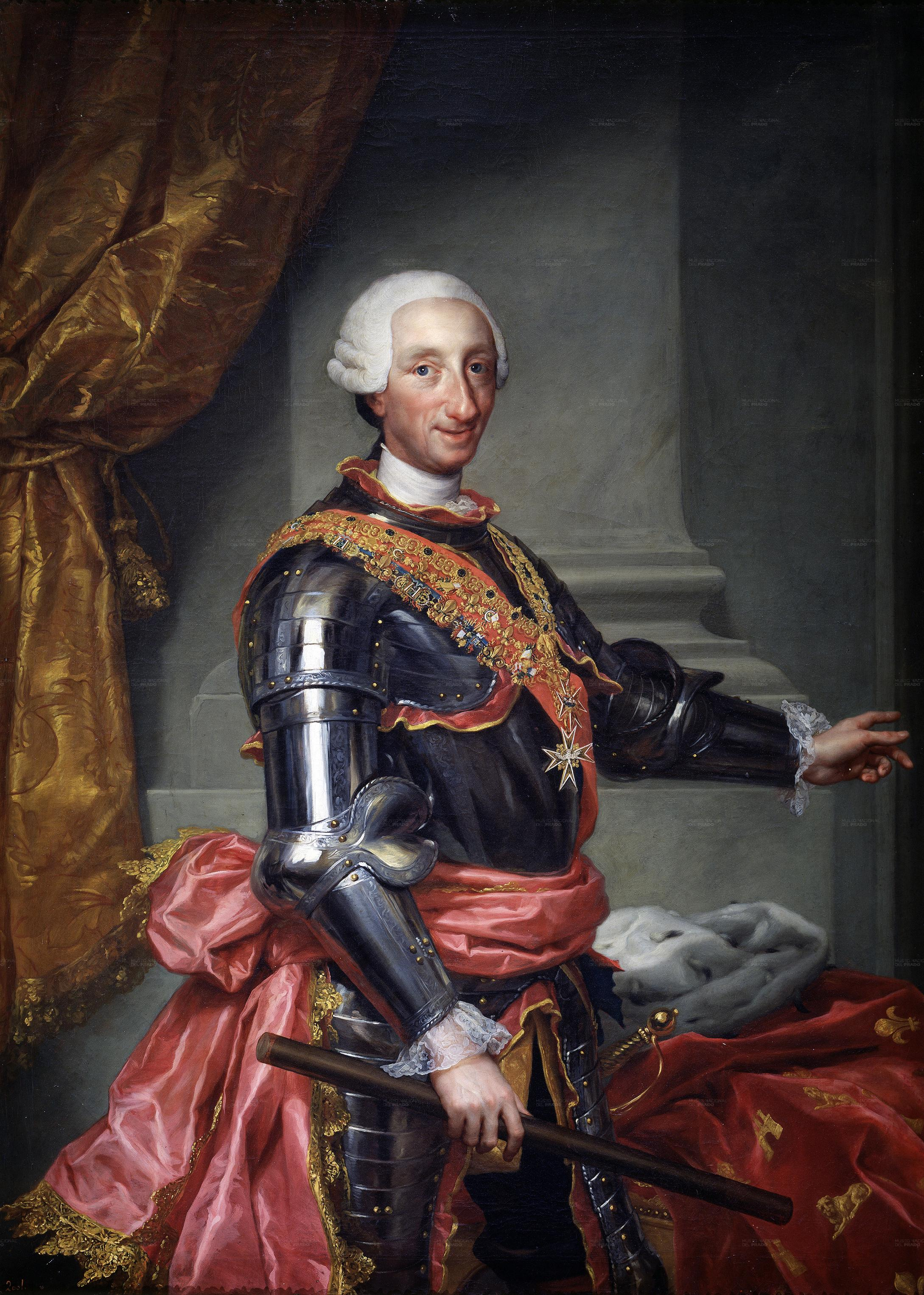
Carlo di Borbone

- 1/2 Piastra con busti accollati
- 1/2 Piastra con stemma
- Piastra con Sebeto
- Piastra con busti accollati detta FIRMATA SECURITA
- Piastra con stemma
- 2 ducati
- 4 ducati
- Sei ducati

### Ferdinando I delle Due Sicilie (1° periodo 1759-1799)
- 3 Cavalli con scettri
- 3 Cavalli con valore
- 3 Cavalli con croce
- 4 Cavalli con monogramma
- 4 Cavalli con valore
- 4 Cavalli con grappolo d'uva
- Tornese 1º tipo
- Tornese 2º tipo
- Tornese 3º tipo
- 9 Cavalli 1º tipo
- 9 Cavalli 2º tipo
- Grano 1º tipo
- Grano 2º tipo
- Grano 3º tipo
- Pubblica 1º tipo
- Pubblica 2º tipo
- 5 Tornesi 1º tipo (prova)
- 5 Tornesi 2º tipo
- 8 Tornesi
- 10 Tornesi 1º tipo (prova)
- 10 Tornesi 2º tipo
- Carlino
- Tarì con stemma
- Tarì con corona
- 1/2 Ducato 1º tipo
- 1/2 Ducato 2º tipo
- 1/2 Piastra 1º tipo
- 1/2 Piastra 2º tipo
- 1/2 Piastra 3º tipo
- 1/2 Piastra 4º tipo
- 1/2 Piastra 5º tipo
- 1/2 Piastra 6º tipo
- Ducato
- Piastra con stemma 1º tipo
- Piastra FECVNDITAS
- Piastra con stemma 2º tipo
- Piastra Pro Fausto Evento
- Piastra SOLI REDVCI
- 2 Ducati I Tipo
- 2 Ducati II Tipo
- 6 Ducati I Tipo
- 6 Ducati II Tipo
- 6 Ducati III Tipo
- 6 Ducati IV Tipo
- 6 Ducati V Tipo

### Repubblica Napoletana (1799)
- 4 tornesi
- 6 tornesi
- 6 carlini
- 12 carlini

### Ferdinando I delle Due Sicilie (2° periodo 1799-1805)
- 3 Cavalli 1804 con al R/L D rarità R5
- 3 Cavalli 1804
- 3 Cavalli 1804 con SICIL al D/
- 120 Grana 1799
- 120 Grana 1800
- 120 Grana 1802
- 120 Grana 1802 (var.HIER)

## Decennio francese

### Giuseppe Bonaparte (1806-1808)
- 120 grana o piastra

### Gioacchino Murat (1808-1815)

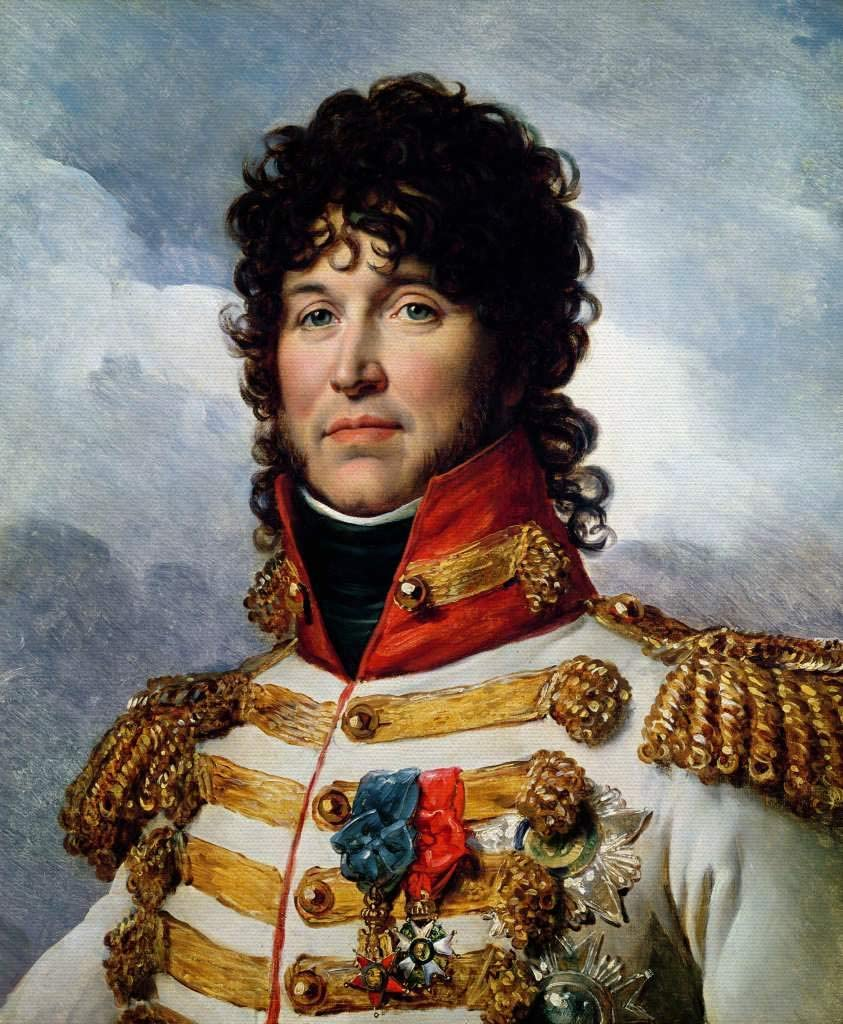
Gioacchino Murat

- 2 grana
- 3 grana
- 12 carlini o piastra
- 40 franchi
- 3 centesimi
- 5 centesimi
- 10 centesimi
- 50 centesimi
- 1 lira
- 2 lire
- Scudo
- 20 lire
- 40 lire

## Regno delle Due Sicilie

### Ferdinando I delle Due Sicilie (3° periodo 1815-1816)
- 5 Tornesi
- 8 Tornesi
- Carlino
- Mezza Piastra
- Mezza piastra II tipo (con più brattee)
- Piastra testa riccia
- Piastra
- Piastra con stemma tondo

### Ferdinando I delle Due Sicilie (1816-1825)

Ferdinando IV di Borbone (I delle Due Sicilie)

- 1 tornese
- 4 tornesi
- 5 tornesi I tipo
- 5 tornesi II tipo
- 8 tornesi
- 10 tornesi
- carlino da 10 grana
- Tarì da 20 grana
- 1/2 piastra
- piastra
- 3 ducati
- 15 ducati
- 30 ducati

### Francesco I delle Due Sicilie (1825-1830)

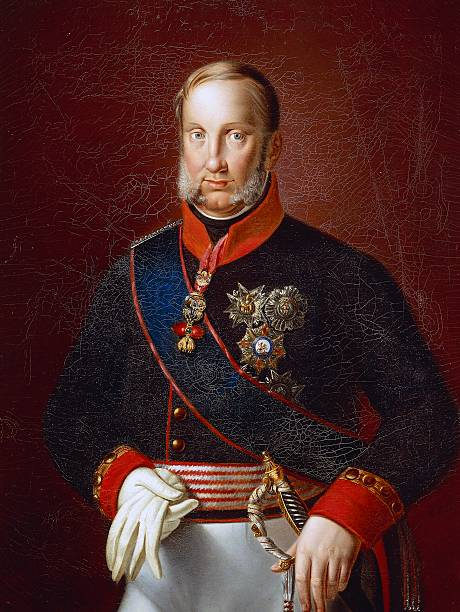
Francesco I delle Due Sicilie

- Tornese
- 2 Tornesi
- 5 Tornesi
- 10 Tornesi
- 10 grana o Carlino
- 20 Grana o Tarì
- 60 Grana
- 120 Grana o Piastra
- 3 Ducati
- 6 Ducati
- 15 Ducati
- 30 Ducati

### Ferdinando II delle Due Sicilie (1830-1859)

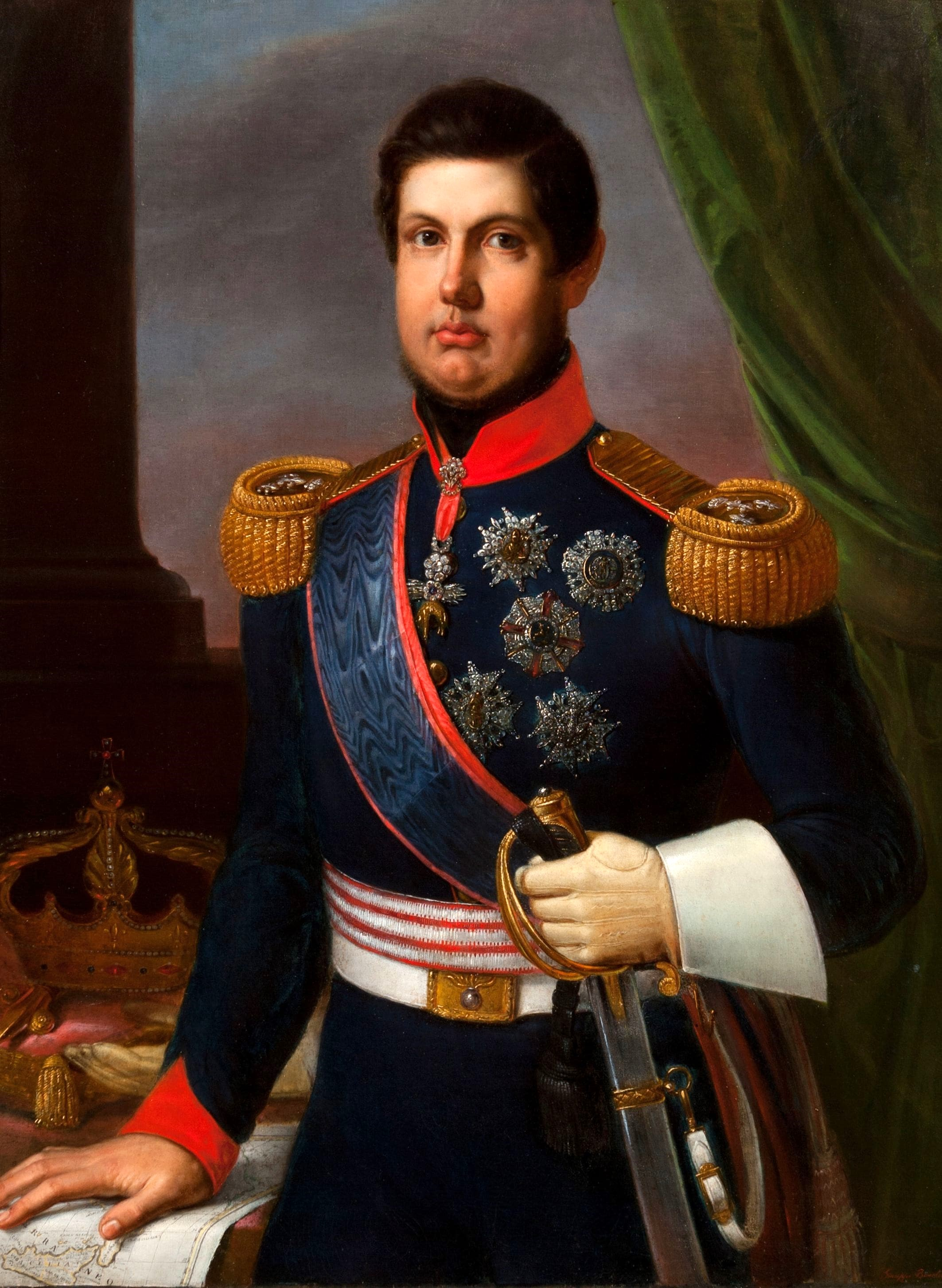
Ferdinando II delle Due Sicilie

- 1/2 Tornese
- Tornese
- Tornese 1 e 1/2
- 2 Tornesi
- 3 Tornesi
- 5 Tornesi
- 10 Tornesi
- 5 Grana
- 10 Grana o Carlino
- 20 Grana o Tarì
- 60 Grana
- 120 Grana o Piastra
- 3 Ducati
- 6 Ducati
- 15 Ducati
- 30 Ducati

### Francesco II delle Due Sicilie (1859-1861)

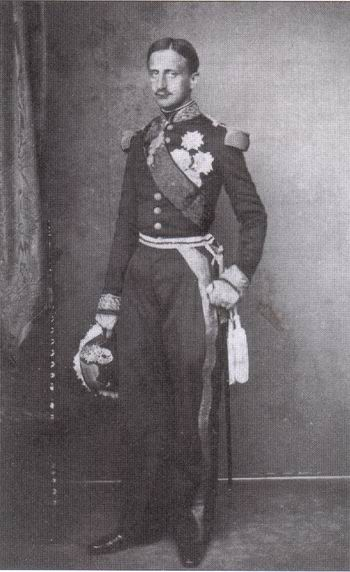
Francesco II delle Due Sicilie

- 2 Tornesi
- 5 Tornesi
- 10 Tornesi
- 20 Grana o Tarì
- 60 Grana
- 120 Grana o Piastra

## Regno d'Italia (1861-1946)

### Vittorio Emanuele II
- 1 centesimo
- 2 centesimi
- 5 centesimi
- 10 centesimi
- 50 centesimi valore
- 50 centesimi stemma
- 1 lira stemma
- 2 lire valore
- 2 lire stemma
- Scudo